# Crangonyx abberraus
Crangonyx abberraus är en kräftdjursart som beskrevs av D. G. Smith 1983. Crangonyx abberraus ingår i släktet Crangonyx och familjen Crangonyctidae. Inga underarter finns listade i Catalogue of Life.